# شهرستان بشرویه
شهرستان بشرویه به مرکزیت شهر بشرویه، از شهرستان‌های استان خراسان جنوبی می‌باشد. این شهرستان تا آبان۱۳۸۷، یکی از بخش‌های شهرستان فردوس بود که در این سال به شهرستان ارتقاء پیدا کرد. شمال این شهرستان کفه نمکی بردسکن قرار گرفته است.

## جمعیت
جمعیت این شهرستان بر طبق سرشماری سال ۱۳۹۰، برابر با ۲۴٬۶۸۳ نفر است. از این میزان جمعیت، ۶٬۴۱۱ نفر در روستاها و ۱۸٬۲۷۲ نفر در شهرهای بشرویه و ارسک ساکن بوده‌اند. جمعیت این شهرستان بر اساس سرشماری سال ۱۳۹۵، برابر با ۲۶۰۶۴ نفر بوده است که از این تعداد ۱۹۳۸۱ نفر در نقاط شهری و ۶۶۸۳ نفر در نقاط روستایی ساکن بوده‌اند.

## تقسیمات کشوری
این شهرستان دارای ۲ بخش، ۴ دهستان و یک نقطه شهری است:
- بخش مرکزی با جمعیت ۱۷٬۳۹۰ نفر
  - دهستان کرند
  - دهستان علی جمال
- بخش ارسک با جمعیت ۵٬۶۵۵ نفر
  - ارسک
  - دهستان رقه

شهرها: بشرویه و ارسک

## جغرافیا و زمین‌شناسی
این شهرستان از دو قسمت کم وسعت کوهستانی در غرب و پهنه وسیع شمال جنوب و شرق کویر و بیابان و ریگزار تشکیل شده است.
بلندترین نقطهٔ آن روی قله جمال در غرب حوضه یا ۲۴۴۵ متر ارتفاع از سطح دریا و پست‌ترین نقطه آن در کویر نمک با ۷۶۹ متر ارتفاع از سطح دریا قرار دارد.
رشته کوه شتری در غرب، این شهرستان را از شهرستان طبس جدا می‌کند. دیگر ارتفاعات این منطقه عبارتند از: علی جمال، سرهنگی، کوه سفید، قلعه دختر و دو شاخ.
در شرق منطقه ریگزارهایی وجود دارد که ارتفاع آن‌ها به ۴۰ تا ۵۰ متر می‌رسد.
کویر بشرویه (کویر نمک) با وسعت بیش از ۲۵۰ هزار هکتار در شمال این منطقه قرار دارد. بیشتر آب‌های سطحی منطقه در فصل بارندگی به این کویر می‌ریزند.
حوضه آبریز دشت بشرویه در حد فاصل بین توده لوت در شرق و کوه‌های شتری (حوضه آبریز دشت طبس) در غرب واقع شده است. قدیمی‌ترین سازند شناخته‌شده در این حوضه از آهک و دولومیت دوران دوم زمین‌شناسی تشکیل شده و در ارتفاعات شمال تا شمال شرق آن رخنمون دارد.
دوران دوم زمین‌شناسی از شیل و ماسه سنگ، آهک دولومیت تشکیل شده و در ارتفاعات جنوبی و غربی منطقه یافت می‌شود. سازندهای آهکی ریفی به دلیل داشتن فضاهای خالی در پیوند با منابع زیرزمینی حائز اهمیت هستند.
سازندهای دوران سوم عمدتاً از سنگ‌های آذرین بیرونی و در بلندی‌های شرق حوضه و حاشیه ارتفاعات غربی رخنمون دارد.
رسوبات دوران چهارم شامل رسوبات آبرفتی تشکیل دهنده سفره آب زیرزمینی ومخروط افکنه‌ها در مناطق کم‌ارتفاع حوضه گسترش دارند.

## گردشگری
- کویر بشرویه

کویر بشرویه در بخش شمالی شهرستان واقع است و یکی از جاذبه‌های مهم شهرستان است هر ساله جمعیت زیادی از گردشگران برای دیدن این جاذبه گردشگری به این شهر سفر می‌کنند. در کویر بشرویه امکان رصد ستارگان به خوبی وجود دارد.
- امامزادهٔ هوگند:

در فاصله حدود ۱۲ کیلومتری غرب بشرویه و در دامنه کوه، ساختمانی زیارتی وجود دارد که به نام امامزاده محمد بن اصغر هوگند معروف و مشهور است. از سابقه و شخصیت مدفون در این محل هیچ اطلاع تاریخی در دست نیست و آنچه اهالی به آن اعتقاد دارند، این است که اینجا محل دفن یکی از اولاد حسن بن علی آن هم با ده واسطه است.
- مسجد جامع رقه:

این مسجد در سمت شرق دهستان رقه و در منطقه‌ای که اصطلاحاً به «پایین محله» مشهور است، قرار دارد. این مسجد در طول زمان آسیب‌های فراوانی دیده و در حال حاضر در حد دیواره‌های بیرونی مسجد و بقایای به جا مانده از سه ایوان شرقی، غربی و جنوبی است. سقف ایوان‌های غربی و جنوبی کاملاً تخریب شده و ایوان ضلع شرقی از بقیه کامل‌تر است.
- پل ترناو:

این پل دارای یک دهانهٔ اصلی عریض و بلند و دو دهانهٔ کوچک‌تر در سمت راست دهانهٔ اصلی می‌باشد، دهانه اصلی به یاری دو پایهٔ قطور مربع شکل استقرار یافته و ۲۲ متر ارتفاع دارد، پایه‌های پل بر بستری سنگی قرار گرفته‌اند که از سنگ لاشه ساروج و گچ ساخته شده‌اند دو دهانه فرعی بر ارتفاعات کنارهٔ رودخانه بنا شده و از ارتفاع و عرض کمی برخوردارند.
پل دیگری در همان مکان و به فاصلهٔ بیست متر ساخته که دارای دو طبقه می‌باشد. طبقه اول جهت معبر ساخته شده و طبقه دوم برای عبور آب در نظر گرفته شده است، درسمت چپ طبقه اول اتاقکی ساخته شده که دارای یک ورودی و یک خروجی است. ارتفاع این پل از کف رودخانه ۲۶ متر است. در این مجموعهٔ معماری تقریبآ هیچ عنصر تزئینی به کار نرفته است.
- قلعه دختر

این قلعه تاریخی مربوط به دوران ساسانیان است و در نزدیکی روستای هوگند قرار دارد.
- خانه و ساباط مستوفی

خانه ای قدیمی مربوط به دورهٔ قاجار است که دارای گچبری‌های بسیار زیبا و بادگیرهای منحصر به فرد است.
- موزه خصوصی بشرویه

اولین موزه خصوصی کشور است و دارای آثار بسیاری از دوره‌های مختلف.
- حسینیه حاج علی اشرف

حسینیه در محله میانده است که قدمت آن به دوران صفویه بازمی‌گردد؛ مراسم عزاداری ایام محرم از چهارصد سال پیش تا به حال در این مکان برگزار می‌شده و هم‌اکنون نیز با همان شیوه اجرا می‌شود مراسم علم گردانی به شکلی خاص و با نوای حسین حسین در این مکان برگزار می‌شود و هرساله تعداد زیادی از شهرهای دیگر به این شهر در ایام محرم سفر می‌کنند تا شاهد این مراسم باشند و در عزاداری شرکت کنند.
- مسجد میان ده
- آب انبار میان ده
- تپه و محوطه کرند
- رباط اصفاک
- رباط نیگنان
- امامزاده ساغند
- امامزاده بی‌بی نجمه خاتون مجد

## اقلیم
آب و هوای منطقه خشک و کویری است. حداکثر و حداقل مطلق درجه حرارت هوا در ایستگاه بشرویه ۴۸ و ۲۱- درجه سانتی‌گراد گزارش شده است. روستاهای شمال بشرویه گرم‌تر هستند و روستاهای غربی و جنوب غربی که ارتفاع بیشتری دارند از درجه حرارت ملایم‌تری برخوردارند.
بارندگی در این منطقه بیشتر از اوایل آبان‌ماه شروع می‌شود و حداکثر تا نیمه اردیبهشت ادامه دارد. از آن به بعد به ندرت باران می‌بارد. متوسط بارندگی در این منطقه ۹۶٫۱۱ میلی‌متر در سال می‌باشد.

## آب
منطقه رودخانه دائمی ندارد و چند رود فصلی که پس از بارندگی رواناب‌ها و سیلاب در آن‌ها جریان می‌یابد عبارت‌اند از:
- رودخانه قلعه واقی: از ارتفاعات جنوب شرقی سرچشمه می‌گیرد و به طرف شمال جریان داشته و به کویر نمک می‌ریزد.
- رودخانه ریسو: از ارتفاعات جنوب سرچشمه گرفته در مسیر شمالی به رودخانه واقی پیوسته با آن کال نمک را به وجود می‌آورند.
- رودخانه فتح‌آباد: از ارتفاعات کوه جمال شروع در نزدیکی روستای فتح‌آباد وارد دشت بشرویه می‌شود.
- کال اصفاک: از بلندی‌های قرانجیری واقع در غرب منطقه شروع می‌شود و در نزدیکی روستای اصفاک به کال نمک می‌پیوندد. سیلاب این کال در تغذیه سفره آب زیرزمینی نقش دارد.
- کالشور فردوس: از شرق وارد دشت بشرویه می‌شود و پس ازعبور از شرق روستای نیگنان به کویر نمک می‌ریزد.

آب مورد نیاز کشاورزی این منطقه از قنات، چشمه و چاه تأمین می‌شود. طبق آمار موجود در حال حاضر تعداد ۲۰۲ حلقه چاه عمیق ۱۲ حلقه چاه نیمه عمیق ۱۳۳ رشته قنات و ۸۲ چشمه در منطقه وجود دارد که سالیانه حدود ۲۳۶ میلیون متر مکعب آب از زیرزمین استخراج می‌گردد.

## پوشش گیاهی
گیاهان این منطقه بیابانی از گونه‌های پرطاقت مانند درمنه، تاغ و اسکمبیل می‌باشد. در کوه‌های شتری تعدادی درختان جنگلی چون انجیر، پسته کوهی، بادام کوهی و گردو وجود دارد. با توجه به گسترش کویر و نمک‌زار و شنزار در منطقه مراتع آن فقیر است و پوشش گیاهی به صورت تنک مشاهده می‌شود. گیاهان داروئی و صنعتی چون کتیرا، انغوزه، زعفران، زیره سیاه و بارهنگ از دیگر گیاهان این منطقه می‌باشد.
۲۴۱ هزار هکتار از مساحت این شهرستان را بیابان‌ها تشکیل می‌دهند.